# SAIC 모터 UK
상하이 자동차 기술 센터(영어: SAIC Motor Technical Centre) 또는 SAIC 모터 UK(영어: SAIC Motor UK)는 상하이 자동차 UK 홀딩스를 통해 중국 자동차 제조업체 상하이 자동차의 유럽 자회사이다. 상하이 자동차는 판매 및 유통을 위해 MG 모터 UK를 통제하지만, 기술 자회사와는 독립적이다.

## 역사
상하이 자동차 UK는 2006년 상하이 자동차가 난징 자동차로부터 MG 모터를 인수하면서 설립되었다.
상하이 자동차 UK는 상하이 지주 회사의 자회사이며, 로위 모델 개발 및 중국 내 로버 KV6 엔진 생산 지원 등 상하이 자동차와 협력했던 리카르도 2010 컨설팅에서 발전했다. 2007년에 공식적으로 SMTC로 이전되었다.
2019년에는 상하이 자동차가 롱브리지에 있는 SMTC를 축소하면서 기술 팀에 대규모 해고가 있었다.

## 상하이 자동차 UK 산하 브랜드
- MG
- 모리스
- 오스틴
- 울슬리

## 운영

### 연구 개발

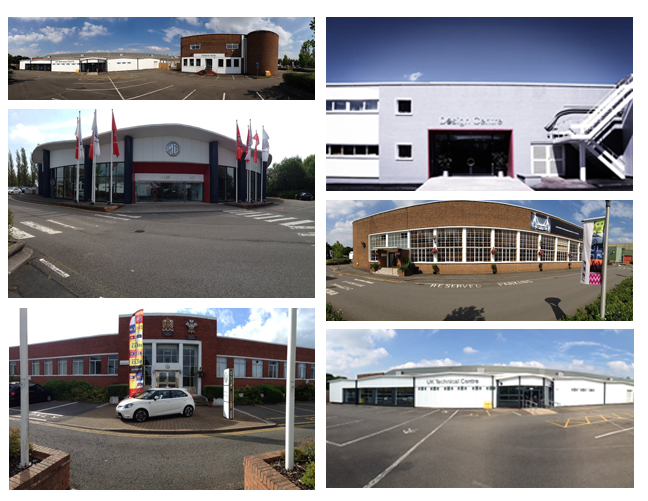
MG 모터 UK 본사 - 상하이 자동차 UK 기술 및 디자인 센터

상하이 자동차 UK는 상하이 자동차의 MG 및 로위 자동차의 주요 개발사였다. 가장 잘 알려진 개발 차량은 MG 6이다.